# ولز إس. ديكنسون
ولز إس. ديكنسون (بالإنجليزية: Wells S. Dickinson)‏ هو سياسي أمريكي، ولد في 16 أغسطس 1828، وتوفي في 19 يناير 1892. حزبياً، نشط في الحزب الجمهوري. وقد انتخب عضو جمعية ولاية نيويورك وانتخب عضو مجلس ولاية نيويورك.